# Gordon (Georgia)
Gordon – miasto w Stanach Zjednoczonych, w stanie Georgia, w hrabstwie Wilkinson.